# Neung-sur-Beuvron
Neung-sur-Beuvron és un municipi francès, situat al departament del Loir i Cher i a la regió de Centre – Vall del Loira. L'any 2007 tenia 1.192 habitants.
Al municipi es troba  el Castell de Villemorant.

## Demografia

### Població
El 2007 la població de fet de Neung-sur-Beuvron era de 1.192 persones. Hi havia 503 famílies, de les quals 161 eren unipersonals (55 homes vivint sols i 106 dones vivint soles), 173 parelles sense fills, 134 parelles amb fills i 35 famílies monoparentals amb fills.
La població ha evolucionat segons el següent gràfic:
Habitants censats

### Habitatges
El 2007 hi havia 660 habitatges, 509 eren l'habitatge principal de la família, 78 eren segones residències i 73 estaven desocupats. 570 eren cases i 88 eren apartaments. Dels 509 habitatges principals, 327 estaven ocupats pels seus propietaris, 169 estaven llogats i ocupats pels llogaters i 13 estaven cedits a títol gratuït; 6 tenien una cambra, 27 en tenien dues, 92 en tenien tres, 174 en tenien quatre i 211 en tenien cinc o més. 417 habitatges disposaven pel capbaix d'una plaça de pàrquing. A 244 habitatges hi havia un automòbil i a 214 n'hi havia dos o més.

### Piràmide de població
La piràmide de població per edats i sexe el 2009 era:
| Homes | Edats   | Dones |
| ----- | ------- | ----- |
| 0     | 95 o +  | 12    |
| 4     | 90 a 94 | 32    |
| 12    | 85 a 89 | 20    |
| 0     | 80 a 84 | 12    |
| 32    | 75 a 79 | 16    |
| 36    | 70 a 74 | 40    |
| 32    | 65 a 69 | 28    |
| 28    | 60 a 64 | 28    |
| 28    | 55 a 59 | 36    |
| 44    | 50 a 54 | 36    |
| 36    | 45 a 49 | 32    |
| 52    | 40 a 44 | 24    |
| 36    | 35 a 39 | 36    |
| 36    | 30 a 34 | 20    |
| 40    | 25 a 29 | 56    |
| 12    | 20 a 24 | 16    |
| 36    | 15 a 19 | 16    |
| 28    | 10 a 14 | 52    |
| 28    | 5 a 9   | 36    |
| 32    | 0 a 4   | 12    |

## Economia
El 2007 la població en edat de treballar era de 720 persones, 527 eren actives i 193 eren inactives. De les 527 persones actives 479 estaven ocupades (249 homes i 230 dones) i 48 estaven aturades (23 homes i 25 dones). De les 193 persones inactives 95 estaven jubilades, 38 estaven estudiant i 60 estaven classificades com a «altres inactius».

### Ingressos
El 2009 a Neung-sur-Beuvron hi havia 508 unitats fiscals que integraven 1.148 persones, la mediana anual d'ingressos fiscals per persona era de 17.815 €.

### Activitats econòmiques
Dels 121  establiments que hi havia el 2007, 2 eren d'empreses extractives, 1 d'una empresa alimentària, 1 d'una empresa de fabricació de material elèctric, 9 d'empreses de fabricació d'altres productes industrials, 26 d'empreses de construcció, 28 d'empreses de comerç i reparació d'automòbils, 6 d'empreses de transport, 5 d'empreses d'hostatgeria i restauració, 6 d'empreses d'informació i comunicació, 3 d'empreses financeres, 3 d'empreses immobiliàries, 17 d'empreses de serveis, 8 d'entitats de l'administració pública i 6 d'empreses classificades com a «altres activitats de serveis».
Dels 40 establiments de servei als particulars que hi havia el 2009, 1 era una oficina d'administració d'Hisenda pública, 1 gendarmeria, 1 oficina de correu, 1 una oficina bancària, 1 funerària, 6 tallers de reparació d'automòbils i de material agrícola, 1 autoescola, 6 paletes, 3 guixaires pintors, 4 fusteries, 3 lampisteries, 3 electricistes, 3 empreses de construcció, 2 perruqueries, 3 restaurants i 1 agència immobiliària.
Dels 7 establiments comercials que hi havia el 2009, 1 era una gran superfície de material de bricolatge, 1 una botiga de menys de 120 m², 1 una fleca, 1 una llibreria, 1 una botiga de mobles i 2 floristeries.
L'any 2000 a Neung-sur-Beuvron hi havia 21 explotacions agrícoles que ocupaven un total de 912 hectàrees.

## Equipaments sanitaris i escolars
El 2009 hi havia 1 farmàcia i 1 ambulància.
El 2009 hi havia 1 escola maternal integrada dins d'un grup escolar amb les comunes properes formant una escola dispersa i 1 escola elemental integrada dins d'un grup escolar amb les comunes properes formant una escola dispersa. Neung-sur-Beuvron disposava d'un col·legi d'educació secundària amb 243 alumnes.

## Poblacions més properes
El següent diagrama mostra les poblacions més properes.